# Sơn Mùa
Sơn Mùa là một xã thuộc huyện Sơn Tây, tỉnh Quảng Ngãi, Việt Nam.
Xã Sơn Mùa có diện tích 37,16 km², dân số năm 1999 là 3.572 người, mật độ dân số đạt 96 người/km².